# 卡拉特拉瓦骑士团
卡拉特拉瓦骑士团（西班牙语：Orden de Calatrava，葡萄牙语：Ordem de Calatrava）为西班牙四大军事修会之首，亦是卡斯蒂利亚王国境内最早创立的武装修道团体。1158年，为抵御阿尔摩哈德王朝（Almohad Caliphate）的军事扩张，卡斯蒂利亚国王桑乔三世（Sancho III de Castilla）将战略要塞卡拉特拉瓦城堡授予西多会修士雷蒙多·德·菲特罗（Raimundo de Fitero），命其组建兼具修道戒律与军事职能的修士武装。此举较圣殿骑士团在伊比利亚的建制早逾半世纪，奠定了半岛军事修会制度的基石。1164年9月26日，教皇亚历山大三世（Alexander III）颁布教皇诏书正式承认其合法地位，使其成为继圣地亚哥骑士团后第二个获教廷权威认证的西班牙军事力量。
鼎盛时期，卡拉特拉瓦骑士团掌控从托莱多至科尔多瓦的数十座战略要塞，其黑底赤纹十字战旗成为收复失地运动（Reconquista）的核心象征。1212年，在决定性的托洛萨会战（Batalla de Las Navas de Tolosa）中，其重甲骑兵冲锋战术大破穆瓦希德王朝大军。

## 成立背景

### 收复失地运动的开始

阿拉伯人入侵伊比利亚和收复失地运动的开始

自711年塔里克·伊本·齐亚德领导的伍麦耶王朝军队跨过直布罗陀海峡征服半岛后，北部的贫瘠山地成为基督徒最后的据点。尽管后倭马亚王朝在8世纪中叶建立了科尔多瓦埃米尔国，其疆域一度从埃布罗河延伸至塔古斯河，但到11世纪时，半岛北部逐渐形成了加利西亚（含葡萄牙）、莱昂、卡斯蒂利亚、纳瓦拉和阿拉贡五个基督教王国。这些王国虽弱小，却始终以“土地的主人”自居，在信仰与生存的双重驱动下，他们开启了神圣的“再征服”事业。在加利西亚发现的圣雅各（圣地亚哥）遗骸，被赋予“摩尔人杀戮者”的神圣象征，其朝圣地孔波斯特拉成为西欧信徒的精神灯塔。这种宗教狂热催生了早期的十字军运动，甚至早于法兰克人在十字军中东征耶路撒冷。

### 伊斯兰势力的变化

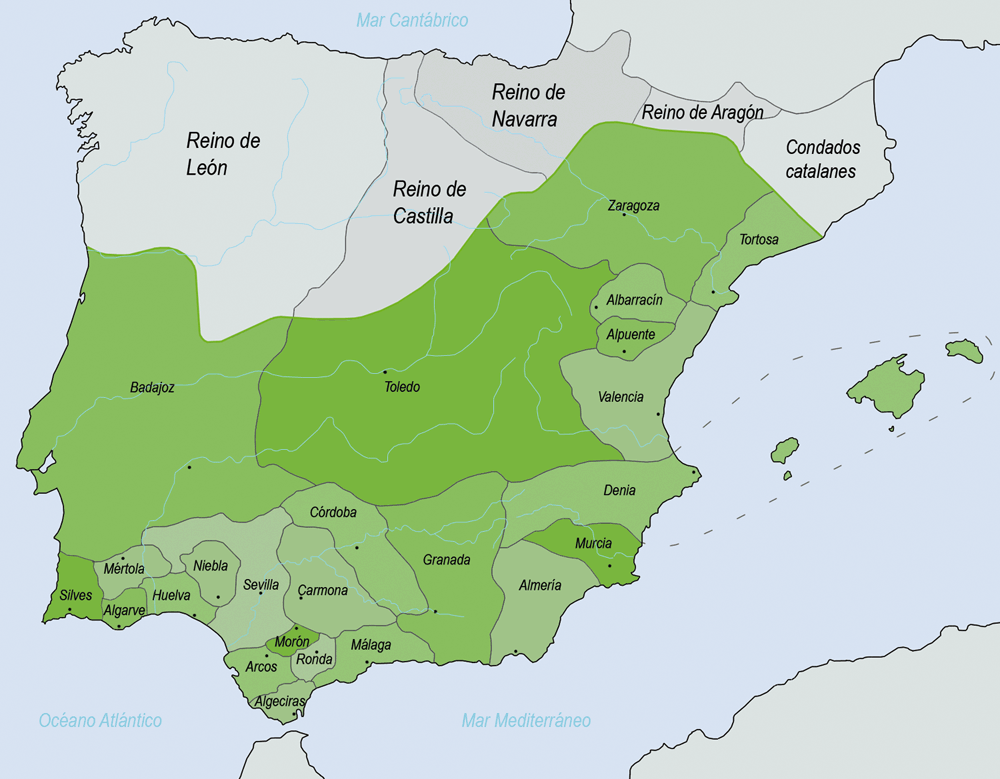
1031年的泰法诸国

1031年，科尔多瓦哈里发国分裂为诸多泰法小国（taifas），基督徒趁机反攻，莱昂国王阿方索六世于1085年夺回西哥特古都托莱多。泰法王公为求自保，引入北非的穆拉比特王朝（Almoravids），这支以“圣战堡垒”为名的柏柏尔军队虽短暂统一安达卢斯，却因沉溺享乐而衰落。随后，另一支柏柏尔势力穆瓦希德王朝（Almohads）以更严酷的“一神论”信仰卷土重来，于1147年由阿卜杜勒·穆明率军强化安达卢斯防线，设立“里巴特”修道堡垒，将神圣战争推向高潮。

### 早期骑士团据点
圣殿骑士团与医院骑士团虽早于12世纪初在伊比利亚建立据点，但其主要精力仍集中于圣地。圣殿骑士团在阿拉贡获得桑格萨王宫与蒙松要塞，医院骑士团则以安波斯塔港为总部，但这些据点更多服务于海外补给，而非半岛前线。尤其在卡斯蒂利亚，圣殿骑士团的势力薄弱，其1147年接手的卡拉特拉瓦要塞（Qalat Rawaah）地处战略要冲——这座位于瓜迪亚纳河畔的堡垒，扼守托莱多与科尔多瓦之间的梅塞塔高原，是抵御穆斯林“突袭队”南下的关键屏障。然而，面对穆瓦希德人的军事压力，圣殿骑士团于1157年选择撤离，直言无法承担守备重任。
圣殿骑士团的撤退暴露了外来修会在本土防御中的局限性。与此同时，基督教王国亟需一支扎根当地的军事力量。卡斯蒂利亚国王桑乔三世（Sancho III）将目光投向本土修道势力。1158年，西多会修士雷蒙多·德·菲特罗（Raimundo de Fitero）主动请缨，率领由修士与志愿骑士组成的队伍接管卡拉特拉瓦要塞。这支队伍不仅继承了圣殿骑士团的军事纪律，更融合了西多会的苦修传统，形成了独特的“武装修士”模式。他们以黑底红纹十字为标志，誓言以生命捍卫信仰与疆土。1164年，教皇亚历山大三世正式授予其“卡拉特拉瓦骑士团”名号，标志着西班牙首个本土军事修会的诞生。

## 组织架构与宗教军事生活
卡拉特拉瓦骑士团的核心架构在成立后的二十年内初步成形，但其完整规章制度直至15世纪才最终确立。骑士团总部由“教阶修士”（freiles clerigos）主导，他们的职责是通过祈祷为军事胜利寻求神圣庇佑；而每个标准辖区则由12名“骑士修士”（freiles caballeros）和1名礼拜神父组成，形成兼具战斗与灵修的最小作战单元。领导层级分明：团长（Maestre）作为最高统帅，其下依次为大指挥官（comendador mayor）、城堡主（clavero）与大修道长（prior）。团长去世后，大指挥官须在十日内召集全体成员至卡拉特拉瓦要塞，通过仪式选举继任者。新团长需被高举示众，接过象征权力的印章、宝剑与战旗，随后向卡斯蒂利亚国王宣誓效忠，并在庄严弥撒中完成权柄交接。由于骑士团隶属于勃艮第的莫里蒙修道院（西多会分支），新任团长必须获得该院院长批准，且每年接受一次巡视监督。

### 服饰、仪式与日常规范
骑士团的服饰体系融合军事与修道特征。日常穿着带兜帽的束腰白袍（后改为灰袍），骑士袍略短以方便骑马作战；战斗时则披无袖黑色长斗篷，盔甲亦为全黑，既显肃穆又具威慑。宗教仪式中，成员需穿戴西多会传统的“兜帽斗篷”（cowl），象征与修道生活的深度绑定。入团仪式严格遵循西多会传统：一年见习期后，由修道院院长或团长亲自授予白袍，成员宣誓守贞、安贫与服从。日常规范中，成员需恪守“基督徒七责”——为贫病者提供食水衣物、探慰受难者、埋葬死者，并每周仅食肉三次。纪律严明，通奸等罪行将受鞭刑，静默规则适用于礼拜堂、食堂等场所，每年还需诵念十遍圣咏集以强化信仰。

### 军事部署与宗教义务的融合
骑士团驻地多设于战略要冲，如阿拉贡的阿尔卡尼斯（Alcanyís）辖区，既是抵御巴伦西亚摩尔人的前线堡垒，也是宗教生活的中心。每个辖区配备12名资深骑士，危机时可动员区域内所有健康男性参战。作战期间，骑士需反复诵念《天主经》与《圣母颂》，将信仰注入刀剑之中。年度三大节期（圣诞节、复活节、圣灵降临节）召开全体大会，强制成员领受圣餐并检视辖区状况。巡视制度确保规章落实：每年由1名骑士与1名神父核查防御工事与纪律遵守，维系军事效率与宗教纯洁性的平衡。
骑士团的宗教生活完全沿袭西多会传统。大修道长通常由莫里蒙修道院派遣的法兰西修士担任，主持每日教阶会议，使用西多会日课书规范祷告。1221年后，骑士获准进入任何西多会修道院与诵经修士共修，进一步强化灵性纽带。这种制度设计使骑士团既保有军事机动性，又深植于修道院的灵修网络，成为“持剑修士”的典范。

## 骑士团在收复失地运动中的战役
卡拉特拉瓦骑士团初期的军事行动斩获辉煌。凭借卓越战功，他们从卡斯蒂利亚国王手中获得大量土地赏赐，由此建立起首批骑士团辖区。其影响力更跨越国界——1179年，阿拉贡王国召请骑士团助战，将战略要地阿尔卡尼斯（Alcanyís）赐予其作为新领地，标志着势力范围向东部延伸。

### 阿拉科斯战役
然而，胜利的荣光很快被战败的阴霾笼罩。卡斯蒂利亚国王阿方索八世对领土的争议性分割，引发王室支系（卡斯蒂利亚与莱昂）的激烈内斗。王朝分裂削弱了基督教阵营的凝聚力。而与此同时，北非的穆瓦希德王朝（Almohads）正掀起新一轮圣战浪潮。12世纪末，这支以宗教狂热著称的柏柏尔军队跨海登陆伊比利亚，其重甲骑兵与精锐步兵迅速扭转战局。1195年，卡斯蒂利亚军队在阿拉尔科斯战役（Batalla de Alarcos）中惨败，托莱多以南防线全线崩溃，卡拉特拉瓦骑士团苦心经营的数座要塞相继失守。
1195年阿拉尔科斯战役的灾难性溃败后，卡拉特拉瓦骑士团被迫将战略要塞卡拉特拉瓦拱手让与穆瓦希德王朝。其创始人贝拉斯克斯（Velasquez）目睹毕生心血付诸东流，次年（1196年）于古米埃尔修道院郁郁而终。彼时，卡斯蒂利亚分团几近瓦解，阿拉贡分支趁机谋求主导权。阿拉贡的阿尔卡尼斯骑士团甚至自行推选新团长，但卡斯蒂利亚残部仍坚称正统。最终双方妥协：阿拉贡团长获“阿拉贡大指挥官”头衔，地位仅次于卡斯蒂利亚团长，形成双头共治格局。